# Caroline Trentini
Caroline Trentini (Panambi, Río Grande del Sur, Brasil, 6 de julio de 1987) es una supermodelo brasileña.

## Biografía

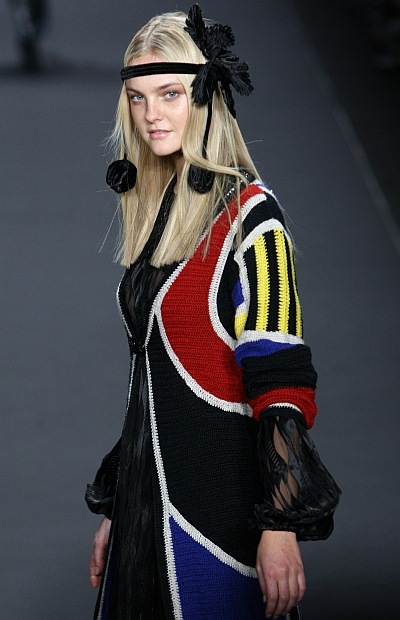
Caroline Trentini desfilando para Anna Sui en 2008.

Trentini nació en Panambi, en el estado de Río Grande del Sur, Brasil. Es la hija más joven de Lourdes y de Jacó Trentini, sus hermanas mayores se llaman Franciele y Élen. Su padre falleció en 1988 cuando ella tenía un año de edad. A pesar de que nunca había trabajado antes, Lourdes consiguió un trabajo como empleada pública, y ayudó a criar a sus hermanas.
En 2012 contrajo matrimonio con el fotógrafo Fabio Bartelt. El matrimonio tiene dos hijos Bento, nacido en 2013, y Benoah, nacido en 2016.
Actualmente reside en Nueva York aunque durante los meses de enero y febrero se traslada a su residencia de Río de Janeiro.

## Trayectoria
A los 13 años, Trentini fue descubierta por un agente -el mismo que descubrió a Gisele Bündchen- caminando por la calle, en su ciudad natal. Poco después se trasladó a São Paulo, un destino común para las jóvenes modelos brasileñas. Su carrera de modelo despegó de inmediato, y después de un año, Trentini se mudó nuevamente, esta vez a Nueva York.
No sabía hablar inglés, pero aprendió rápidamente. Trentini penetró el mundo de la moda, cuando el diseñador Marc Jacobs la incluyó en el elenco de su anuncio para la campaña de Marc by Marc Jacobs, fotografiado por Juergen Teller. La modelo ha aparecido en las portadas de las revistas ELLE, Harper's Bazaar y Vogue, entre otras.
Trentini hizo su debut en el Victoria's Secret Fashion Show, en 2005 y también desfiló en 2006 y 2009. En 2007, fue el rostro de Gucci Cruise, Óscar de la Renta, Dolce & Gabbana Animelier, Dsquared² y Mulberry. Actualmente, es la cara de DKNY y Carlos Miele.
En mayo de 2007 apareció en la portada de la revista Vogue, edición estadounidense, con las modelos: Doutzen Kroes, Jessica Stam, Raquel Zimmermann, Sasha Pivovarova, Agyness Deyn , Coco Rocha, Hilary Rhoda, Chanel Iman y Lily Donaldson como la nueva generación de Supermodelos.